# Saturnus 18

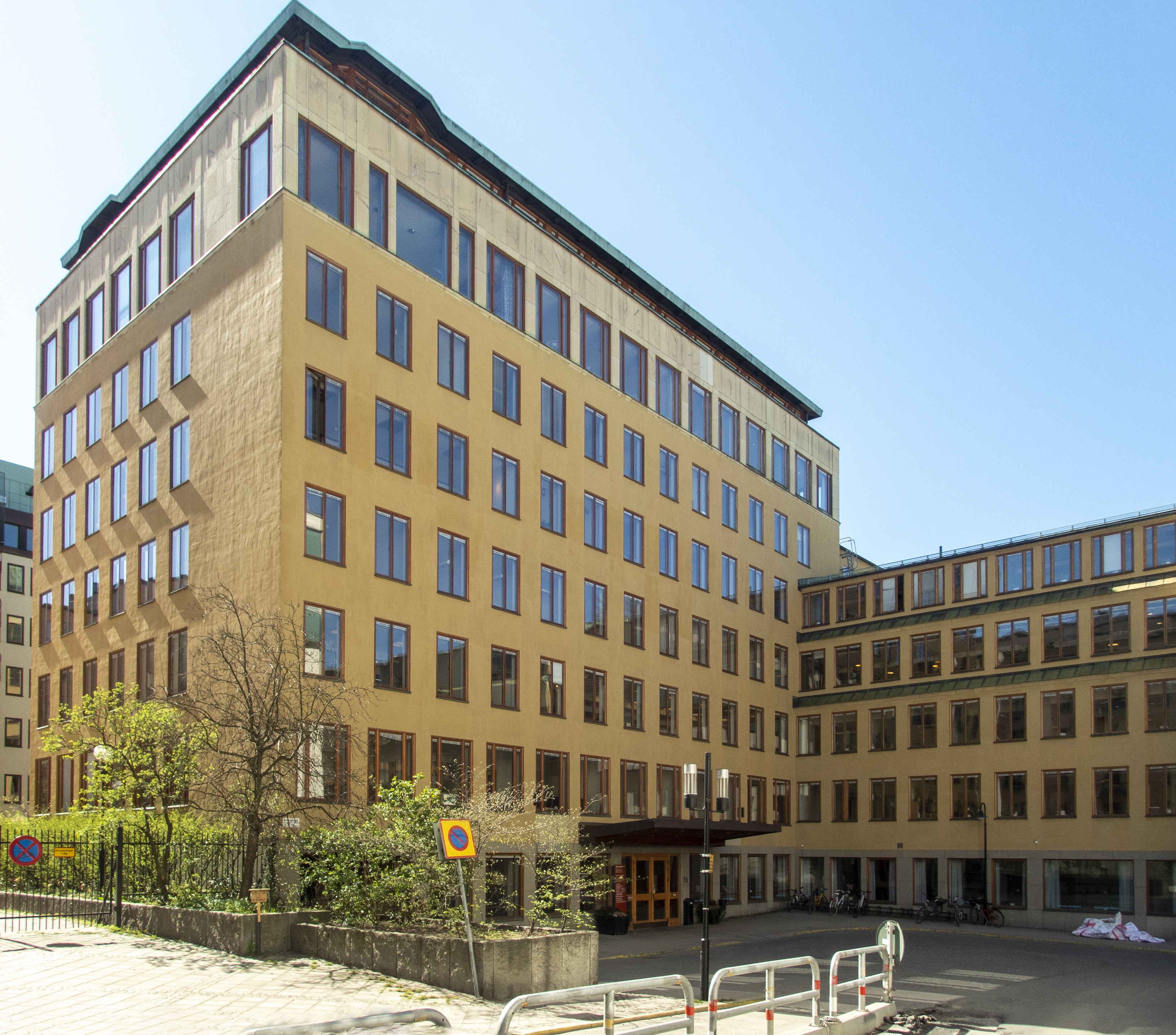
Saturnus 18

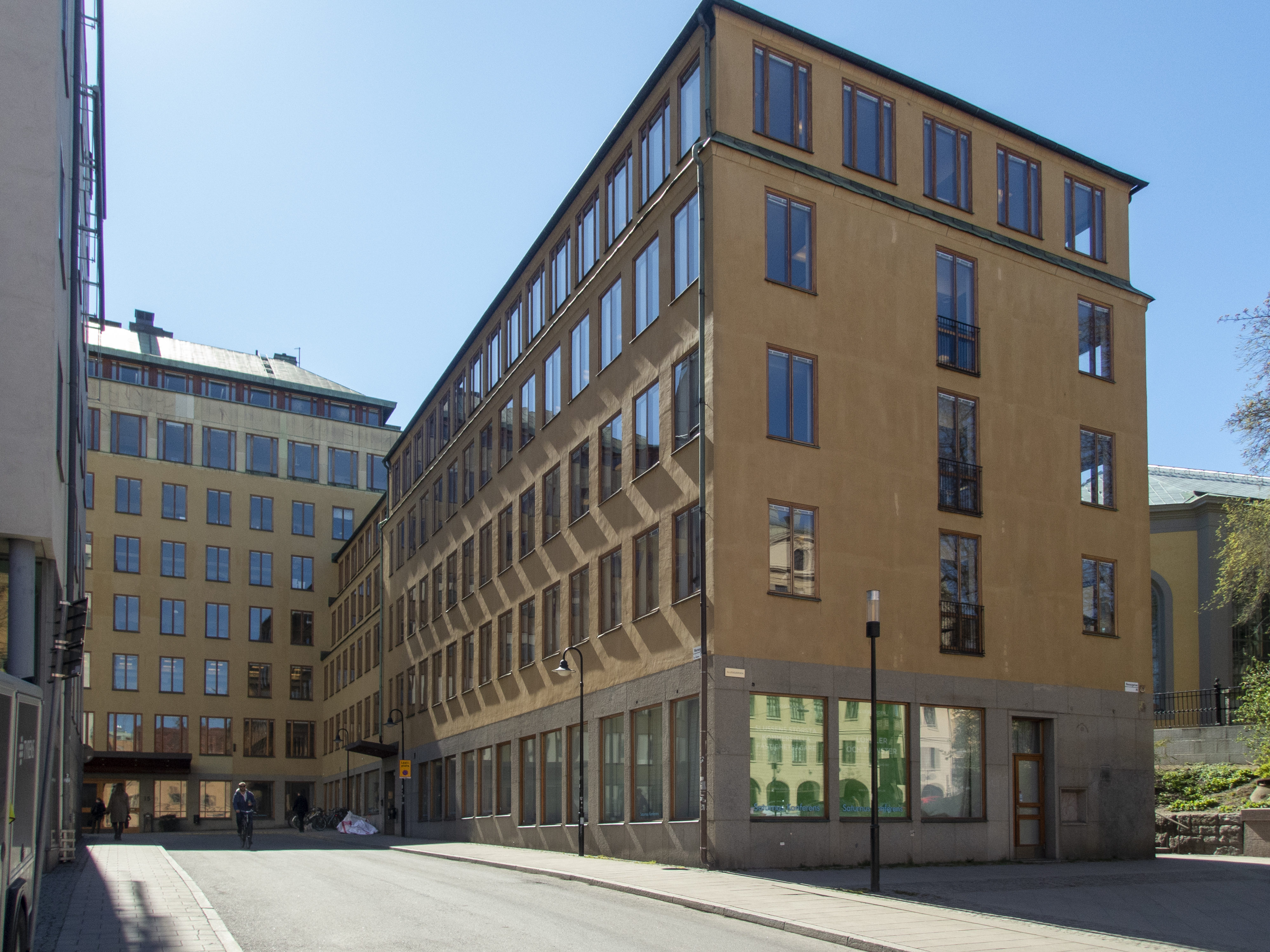
Lågdelen mot Hornsgatan

Saturnus 18 är en kontorsbyggnad vid Hornsgatan 15-17 på Södermalm i Stockholm.
Byggnaden restes 1958-62 för Svenska stadsförbundet, i skärningen mellan Hornsgatan och den dåvarande Södergatan. För att inte skymma siktlinjen från Slussen mot den intilliggande Maria kyrka valde husets arkitekt Artur von Schmalensee att dra in byggnaderna en bit ifrån Hornsgatan. Komplexet omfattade ursprungligen två vinkelställda husdelar: en högdel i åtta våningar, där den övre konferensvåningens fasader täcktes med marmorplattor, och en lägre del i fem våningar mot Hornsgatan. Under marknivå fanns två källarplan med bland annat garage. 
Grundschaktningen påbörjades 1958, men då huset ligger ovanpå Södra tunneln krävdes ytterligare förstärkningar. Det invigdes 1962 och rymde då enligt en tidningsuppgift "173 kontorsrum, 15 konferensrum, en lunchrestaurang för 80 personer samt en cafeteria." Majoriteten av rummen disponerades av Stadsförbundet, men delar var även uthyrda till Landstingsförbundet, Svenska socialvårdsförbundet och Stockholms stad. I huset fanns även en läkarmottagning och ett bankkontor. För inredningen svarade Carl-Axel Acking.
Komplexet byggdes till åt söder under andra halvan av 1960-talet med flera huskroppar. Stads- och Landstingsförbunden slogs 1968 samman och bildade Svenska Kommunförbundet. 1984 reste man ett nytt förbundshus på motsatt sida av gatan vid Hornsgatan 20. Saturnus 18 ägs av Sveriges Kommuner och Regioner genom bolaget Slussgården. Bland hyresgästerna återfinns (2025) Sveriges Allmännytta.